# Radeberger

Logo

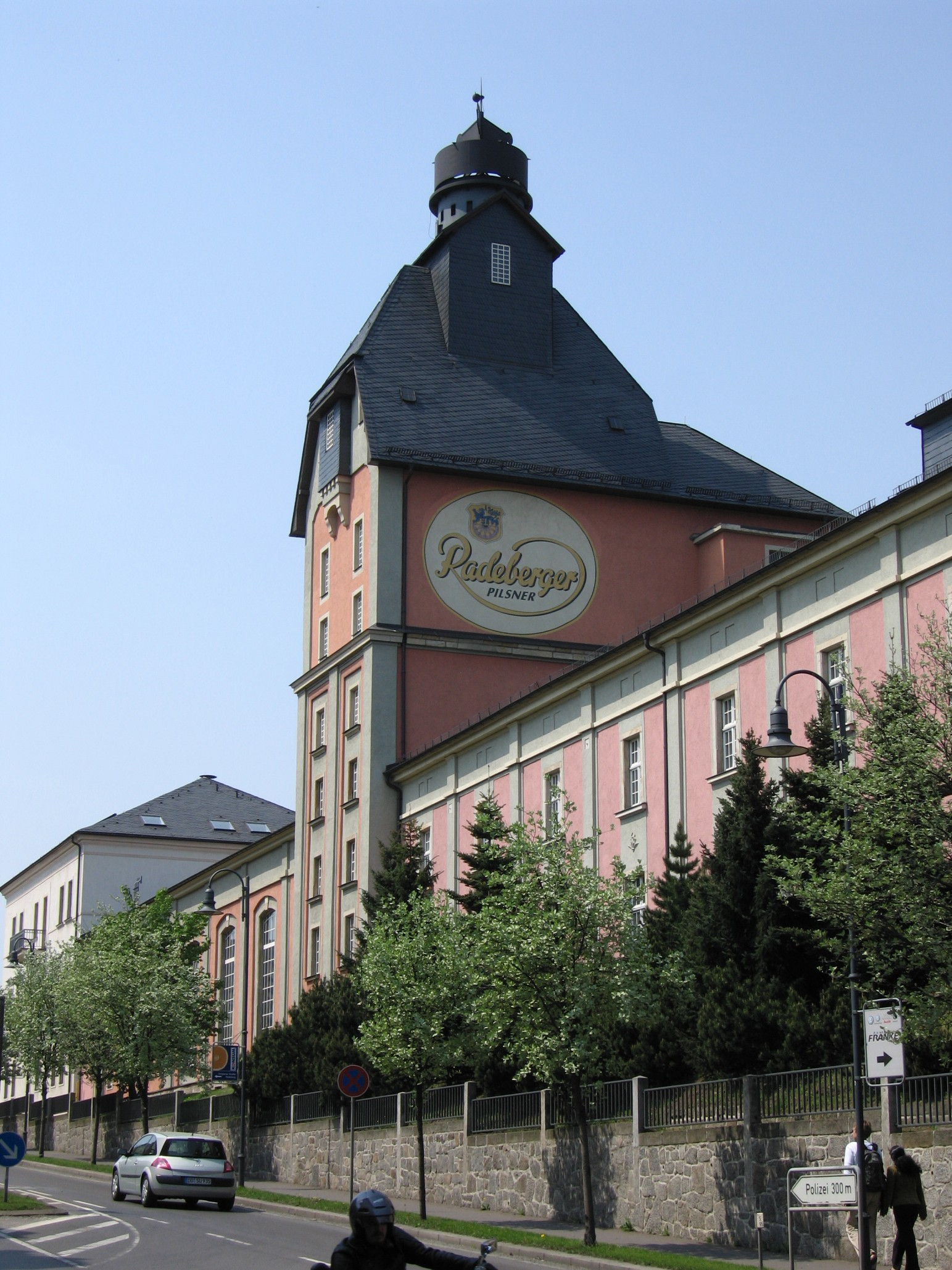
Torre donde se seca el grano en la Radeberger.

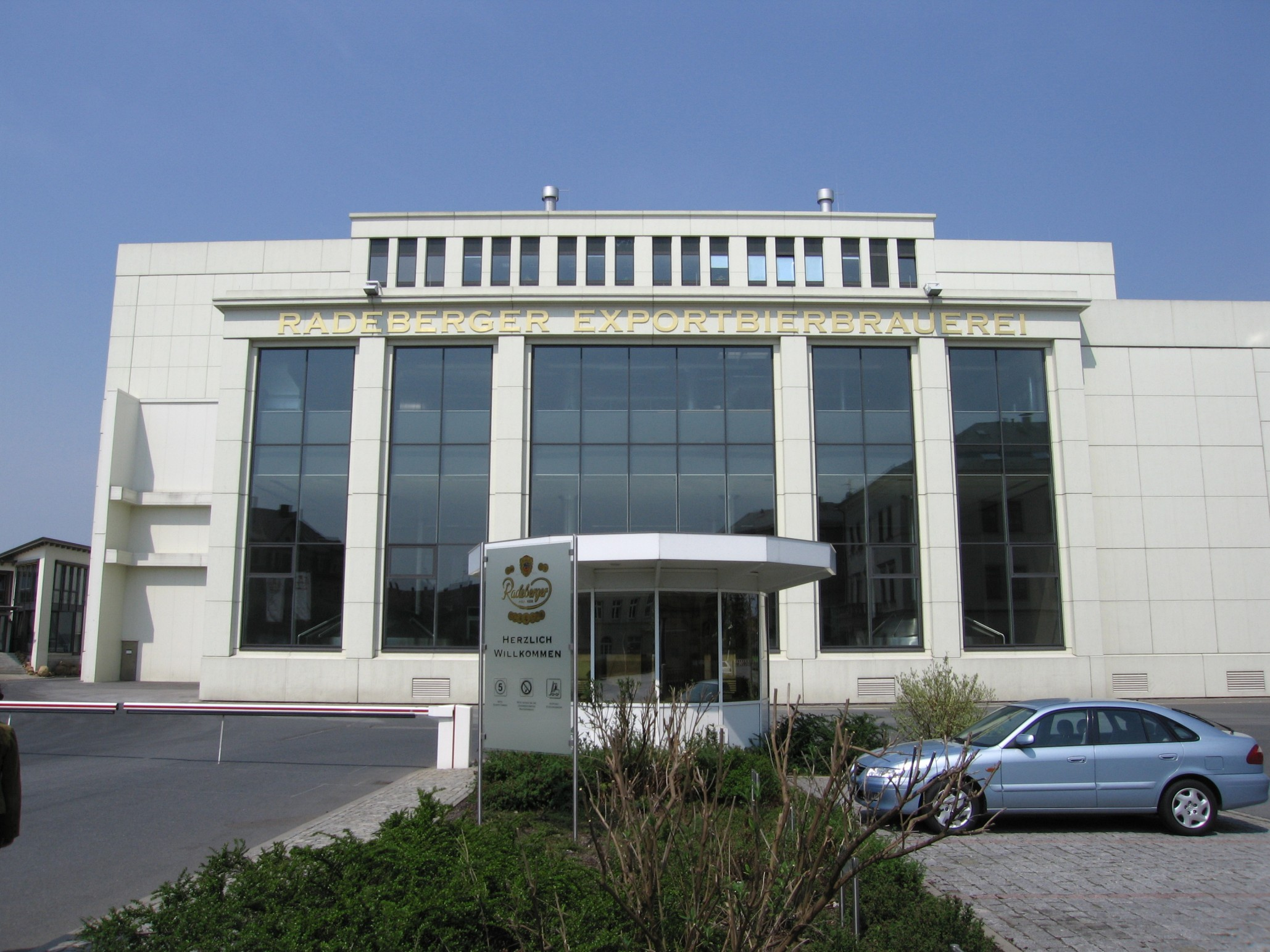
Edificios de producción con cámara de cocción, depósitos de grano y filtración.

La cervecería Radeberger Exportbierbrauerei (comúnmente conocida como simplemente Radeberger) se fundó en el año 1872 en Radeberg, junto a Dresde, Alemania. Asegura ser la primera cervecería en toda Alemania en elaborar exclusivamente Pilsener. En la actualidad, dicha cervecería produce y comercializa sólo la variedad Radeberger Pilsner; en el bar de la fábrica situado justo debajo de la misma en dirección Altstadt, se puede adquirir además Zwickelbier, un tipo de cerveza turbia sin filtrar.
En 2001 alcanzó un volumen de producción anual de 1.966.000 hectolitros de cerveza. En 2004, el volumen fue de 1.871.000 hectolitros.
La cervecería es propiedad del grupo empresarial Radeberger Gruppe (filial del grupo Oetker, uno de los más influyentes de la industria alimenticia alemana).
La Radeberger se elabora siguiendo la ley de la pureza. Era considerada una de las mejores cervezas de la República Democrática Alemana y la mayor parte de la producción estaba destinada a la exportación, hasta el punto de ser muy difícil de conseguir una dentro de las fronteras de la RDA. Prácticamente la única manera que tenía un ciudadano de a pie de obtenerla era mediante “enchufe” con algún miembro del partido, y sólo en cantidades muy limitadas de botellas. En la actualidad es una de las pilsener más populares de toda Alemania.

## Historia
En el año 1872 se fundó la cervecería como una sociedad anónima de nombre Zum Bergkeller.
El 11 de diciembre de 1905 fue declarada distribuidora real del rey de Sajonia, con lo que se le permitió a la empresa etiquetar su cerveza como “Bebida de su Majestad el Rey Federico Augusto III de Sajonia”.

## Curiosidades
En la publicidad televisiva e impresa de la Radeberger Pilsner aparece de fondo la Semperoper de Dresde. Esto ha llevado a que dicho edificio sea en ocasiones confundido con el de la cervecería. Además, en los anuncios aparecen fragmentos de la ópera de Richard Wagner Tannhäuser, por lo que a menudo se deduce erróneamente que la cerveza procede de Turingia, donde se ambienta dicha ópera. El motivo real para utilizar la imagen de la Semperoper en el anuncio es seguramente que Radeberg no tiene ningún edificio significativo que pueda ser asociado de forma subconsciente a la marca.
En el edificio que contiene la cámara de cocción de la cervecería, visible desde la calle, se alzan instalaciones de acero inoxidable. Por la noche se las ilumina con lámparas de color cobrizo para dar la sensación de que se trata de un gran fermentador de cobre (especie de gran olla que se emplea en el proceso de elaboración de la cerveza).